# Pascoea degenerata
Pascoea degenerata es una especie de escarabajo longicornio del género Pascoea, tribu Tmesisternini, orden Coleoptera. Fue descrita por Heller en 1914.

## Descripción
Mide 15-17,5 mm de longitud.

## Distribución
Se distribuye por Oceanía: Papúa Nueva Guinea.